# Venustas
Venustas là một chi ốc biển trong họ Calliostomatidae.

## Danh sách loài
- †Venustas fragilis (Finlay, 1923)

Đồng nghĩa
- Venustas blacki Powell, 1950: synonym of Calliostoma (Maurea) blacki (Powell, 1950)
- Venustas couperi Vella, 1954: synonym of Calliostoma blacki (Powell, 1950)
- Venustas cunninghami cunninghami Dell, 1950: synonym of Calliostoma (Maurea) selectum (Dillwyn, 1817)
- Venustas cunninghami regifica Finlay, 1927: synonym of Calliostoma (Maurea) selectum (Dillwyn, 1817)
- Venustas cunninghami pagoda Dell, 1950: synonym of Calliostoma (Maurea) selectum (Dillwyn, 1817)
- Venustas foveauxana Dell, 1950: synonym of Calliostoma (Maurea) foveauxanum (Dell, 1950)
- Venustas megaloprepes Powell, 1955: synonym of Calliostoma (Maurea) megaloprepes (Tomlin, 1948)
- Venustas pellucida pellucida Dell, 1950: synonym of Calliostoma (Maurea) pellucidum (Valenciennes, 1846)
- Venustas pellucida spirata Dell, 1950: synonym of Calliostoma (Maurea) pellucidum (Valenciennes, 1846)
- Venustas punctulata multigemmata Powell, 1952: synonym of Calliostoma granti (Powell, 1931)
- Venustas punctulata punctulata Dell, 1950: synonym of Calliostonia (Maurea) punctulatum (Martyn, 1784)
- Venustas punctulata urbanior Deii, 1950: synonym of Calliostonia (Maurea) punctulatum (Martyn, 1784)
- Venustas spectabile Dell, 1950: synonym of Calliostoma (Maurea) spectabile (A. Adams, 1855)
- Venustas tigris chathamensis Dell, 1950: synonym of Calliostoma (Maurea) tigris (Gmelin, 1791)
- Venustas tigris tigris Dell, 1950: synonym of Calliostoma (Maurea) tigris (Gmelin, 1791)
- Venustas (Mucrinops) osbornei Firilay, 1926: synonym of Calliostoma (Maurea) osbornei Powell, 1926
- Venustas (Mucrinops) punctulata punctulata Finiay. 1926: synonym of Calliostonia (Maurea) punctulatum (Martyn, 1784)
- Venustas (Mucrinops) punctulata urbanior' Finlay, 1926: synonym of Calliostonia (Maurea) punctulatum (Martyn, 1784)
- Venustas (Mucrinops) spectabilis Finlay, 1926: synonym of Calliostoma (Maurea) spectabile (A. Adams, 1855)
- Venustas (Venustas) hodgei Finlay, 1926: synonym of Calliostoma (Maurea) selectum (Dillwyn, 1817)
- Venustas (Venustas) cunninghami Finlay, 1926: synonym of Calliostoma (Maurea) selectum (Dillwyn, 1817)
- Venustas (Venustas) pellucida Finlay, 1926: synonym of Calliostoma (Maurea) pellucidum (Valenciennes, 1846)
- Venustas (Venustas) ponderosa Finlay, 1926: synonym of Calliostoma (Maurea) selectum (Dillwyn, 1817)
- Venustas (Venustas) tigris Finlay, 1926: synonym of Calliostoma (Maurea) tigris (Gmelin, 1791)
- Venustas (Venustas) undulala Finlay, 1926: synonym of Calliostoma (Maurea) pellucidum (Valenciennes, 1846)